# Tragedija na Hejselu
Tragedija na fudbalskom stadionu Hejsel dogodila se 29. maja 1985. godine u Briselu kada je poginulo 39 navijača Juventusa, dok je 600 njih ostalo povređeno. Ova tragedija će ostati upamćena kao jedna od najvećih fudbalskih tragedija svih vremena. Stotine miliona ljudi pratilo je finale Kupa šampiona između Liverpula i Juventusa kada su navijači Liverpula probili ogradu i sabili Juventusove fanove u kraj, što je prouzrokovalo pad zida od tri metra gde je većina poginula, dok su ostali stradali u obračunima, od strane noževa i kamenica, a neki su stradali u sveopštem stampedu. Tragedija je rezultovala zabranom igranja engleskih timova u svim evropskim takmičenjima na nekoliko godina.

## Događaji u Rimu 1984.
Prolog za hejselsku tragediju dogodio se u Rimu godinu dana ranije. Sticajem okolnosti finale Kupa šampiona 1984. igralo se u glavnom gradu Italije, iako su rivali bili Roma i Liverpul. Uprkos domaćem terenu italijanski klub nije uspeo da dođe do trofeja, jer su igrači Liverpula bolje izvodili penale, posle napetog i grubog meča bez golova.
Posle utakmice, navijači Liverpula su proganjani ulicama Rima od strane ekstremnih fanova Rome. Desetine navijača Liverpula su povređene, među njima i jedan trinaestogodišnjak, koji je gotovo totalno iskasapljen - završio je sa preko dvesta šavova samo na licu. Te večeri dosta ljudi je iskaljivalo svoj bes zbog gubitka u finalu, hotelski vlasnici su terali Engleze van svog hotela, policija je maltretirala navijače čak i uzimajući im novac, a taksisti su odbijali da voze fanove na aerodrom. Dosta ljudi je zatražilo pomoć u ambasadi. Posle tih događaja, rivalstvo među huliganima u Engleskoj je ostavljeno po strani.

## Situacija sa huliganima 80-ih godina
1980-ih godina dolazi do kulminacije fudbalskog nasilja, kako na ostrvu, tako i šire. Javlja se sve veći broj huliganskih firmi za koje vlada nema nikakvo pravo rešenje. Vest Hem, Milvol i Čelsi su dobijali najveću medijsku pažnju, mada je svaki prvoligaški klub mogao da skupi stotine, pa i hiljade ljudi spremnih na fizički okršaj. Pored londonskih klubova, Lids je imao jaku navijačku grupu. Nasilje između Kardifa i Svonsija je pretilo izbacivanjem ta dva tima iz prvenstva, a u Kembridžu je gradska vlada htela da zabrani posetu utakmici, pošto su navijači Milvola razrušili ceo trg. Ipak, navijači Liverpula nisu imali opaku reputaciju, sem stalnih sukoba sa Mančester junajtedom. (Za vreme polufinala F.A. kupa između Mančester junajteda i Liverpula, navijači su se gađali golf lopticama načičkanim ekserima).

## Organizacija na stadionu
Hejsel je sagrađen 1920. godine i nije ispunjavao moderne zahteve bezbednosti i dizajna, a meč finala lige Šampiona najavljen je kao poslednji meč ikad na ovom stadionu. Dosta ljudi je ušlo preko predviđenog broja, jer su lažne karte bile dostupne na tržištu, a policija je urgirala navijače da uđu što pre, kako bi na taj način sprečila nerede oko stadiona. U toj gužvi policija je bila nemoćna da napravi bilo kakav red ili izolaciju, a osim toga na stadionu su bile prisutne i ostale engleske navijačke grupe, i, što se Engleza ticalo, vreme za vraćanje duga je došlo.

## Zid koji pada
Italijanski fašisti u redovima Juventusovih navijača počeli su prvo sa verbalnim provokacijama, pa onda i sa bacanjem kamenica. Prvi obračuni odigrali su se na zapadnoj tribini. Oko 20:45 navijači Liverpula su krenuli u juriš na gusto zbijene Italijane koji nisu imali gde da se povuku. Na suprotnom kraju gužve od onog odakle su navijači Liverpula navaljivali, navijači Juventusa nemajući gde da se povuku slagali su se na gomile jedni preko drugih. U jednom trenutku zid je popustio i desetine navijača su ostali zarobljeni između ostatka zida i stampeda hiljada navijača koji je hrlio preko njih. Veći broj stradalih je poginuo baš tada. U međuvremenu sa suprotne strane stadiona, navijači Juventusa su išli preko terena ka Englezima i nasilje je eskaliralo na celom stadionu. Igrači Liverpula molili su navijače preko razglasa da se smire, ali bez uspeha. Posle dolaska pojačanja policije i belgijske vojske stvari su se dovoljno smirile da se utakmica odigra, ali većina igrača nije htela da igra. Meč je ipak odigran i Juventus je dobio utakmicu sa 1-0 golom Mišela Platinija.

## Posledice
Mrtvi navijači su iznošeni van stadiona, a povređeni su prebačeni u hitnu pomoć. Po mnogima, pad zida je srećna okolnost jer bi broj stradalih bio mnogo veći. Najtužnija činjenica je da su četiri godine kasnije navijači Liverpula pretrpeli sličnu katastrofu kada je 1989. poginulo 96 navijača kao posledica sukoba sa policijom u okviru polufinala F.A. kupa u Hilzboru. Posle Hejsela, svi su se složili da su navijači Liverpula glavni krivci i britanska ambasada bila je napadnuta nekoliko puta u narednih par dana, a ljudi su ostavljali cveće ispred italijanskih restorana širom Engleske. Navijači koji su se vratili kući ostali su bez reči zatečeni prizorima koje su videli. Margaret Tačer preuzela je odgovornost Engleske i uputila izvinjenje italijanskoj i belgijskoj vladi, a engleski klubovi su dobili zabranu pet godina neigranja u evrokupovima. Posle Hejsela stvari su se drastično promenile među huliganima. Uvedene su dodatne mere bezbednosti i propagande protiv huliganizma, mada je dosta huligana diglo ruke od takve karijere zgroženo prizorima koje su videli.

## Imena stradalih navijača
Rocco Acerra (29), Bruno Balli (50), Alfons Bos, Giancarlo Bruschera (21), Andrea Casula (11), Giovanni Casula (44), Nino Cerrullo (24), Willy Chielens, Giuseppina Conto (17), Dirk Daenicky, Dionisio Fabbro (51), Jaques Francois, Eugenio Gagliano (35), Francesco Galli (25), Giancarlo Gonnelli (20), Alberto Guarini (21), Giavacchino Landinni (50), Roberto Lorenzini (31), Barbara in Margiotta Lusci (58), Franco Martelli (46), Loris Massore (28), Gianni Mastroiaca (20), Sergio Bastino Mazzino (38), Luciano Rocco Papaluca (38), Bento Pistalato (50), Patrick Radcliffe, Demenico Ragazzi (44), Antonio Ragnanese (29), Claude Robert, Mario Ronchi (43), Domencio Russo (28), Tarcisio Salvi (49), Gianfranco Sarto (47), Mario Spanu (41), Amedeo Giuseppe Spolaore (55), Tarcisio Venturin (23), Jean Michel Walla, Claudio Zavaroni (28), Luigi Pidone (31)

## Spoljašnje veze
- BBC-Na današnji dan 29.maj 1985: Navijači poginuli u neredima na stadionu Hejsel
- Vašingtonpost.com, 6.april 2005 - Juventus i Liverpul se prisećaju tragedije